# Smidr
Smidr (nórdico antiguo: smiðr; IPA: [ˈsmɪðr]) fue una de las clases sociales más prestigiosas de la Era vikinga en Escandinavia, artesanos y artistas y que dominaban el arte de la forja de metales, madera o piedra.
Las palabra iba acompañada de otra que identificaba el material o el campo que dominaban, por ejemplo el carpintero era el «artesano de los árboles» (trésmiðr), un zapatero era el «fabricante de zapatos» (skósmiður), y un término genérico y neutro para alguien que también era bueno en algo poco tangible, de todo un poco, era el «artesano de mil escofinas» (þúsundþjalasmiður) que en la actualidad ha derivado en «un manitas» y «sujeto para tareas esporádicas». Los forjadores del metal, se dividían por el tipo de especialización, smiðr eran los herreros comunes, gullsmiðr si trabajaba el oro y el iarnsmiðr si era forjador.
El término también se aplicaba a otros campos de las artes como el canto (lióðasmiðr) o la retórica (galdasmiðr). El dios Bragi era conocido como «creador de la poesía» (frumsmiðr bragar).
Smiðr o Smiður (en islandés) también fue un nombre propio común en la Escandinavia medieval.